# 拉佩爾拉區

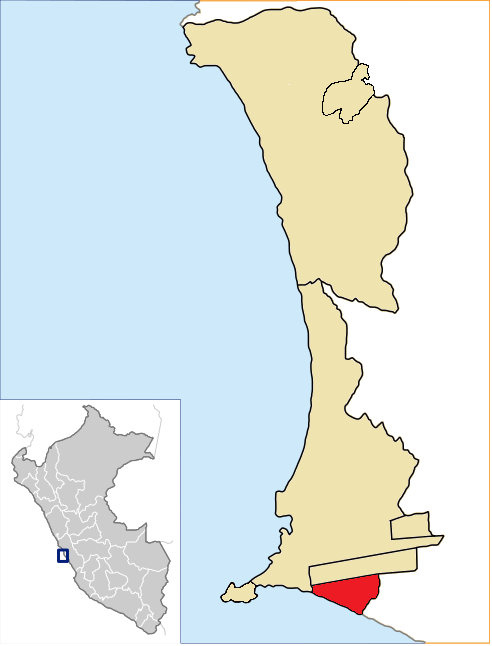

拉佩爾拉區（西班牙語：Distrito de La Perla），是秘魯的一個區，位於該國中西部卡亞俄省，始建於1964年10月22日，面積2.75平方公里，海拔高度18米，2005年人口59,602，人口密度每平方公里22,000人。